# Josep Gibert i Buch
Josep Gibert i Buch (Girona, 1903 - Barcelona, 1979), fou un arqueòleg català. Es va iniciar en la recerca arqueològica el 1928 sota la direcció de Pere Bosch Gimpera i Lluís Nicolau d'Olwer. Va fer estades professionals a Grècia, Palestina i Alemanya. Posteriorment, es va instal·lar a Barcelona on va treballar en els serveis tècnics dels museus de la Junta de Museus. Va conrear altres disciplines, com el dibuix i el folklore.
Entre d'altres, és autor de Girona. Petita història de la ciutat i de les seves tradicions i folklore (1946), La masia catalana: origen, esplendor i decadència: assaig històric i descriptiu (1947), Aplec de non-nons i cançons de bressol (1948), Aplec de cançons de bandolers i de lladres de camí ral (1948).

## Fons personal
Part del seu fons personal es conserva a l'Arxiu Fotogràfic de Barcelona. Gibert aplegà fotografies sobre la ciutat de Girona i rodalia, una crònica gràfica nodrida d'imatges que mostren carrers, places, rius, ponts, mercats, esglésies, conjunts monumentals, costums i folklore de la vida gironina a final del segle xix i el primer quart del segle xx. Quaranta-nou d'aquestes fotografies formen part de l'àlbum “Bellezas de Gerona”, de 1877, del fotògraf Joan Martí i l'editor Vives.